# Diplopeltoides botulus
Diplopeltoides botulus (syn. Diplopeltula botula) is een rondwormensoort uit de familie van de Diplopeltidae.